# Zone de couverture de la télévision
 (décembre 2007).

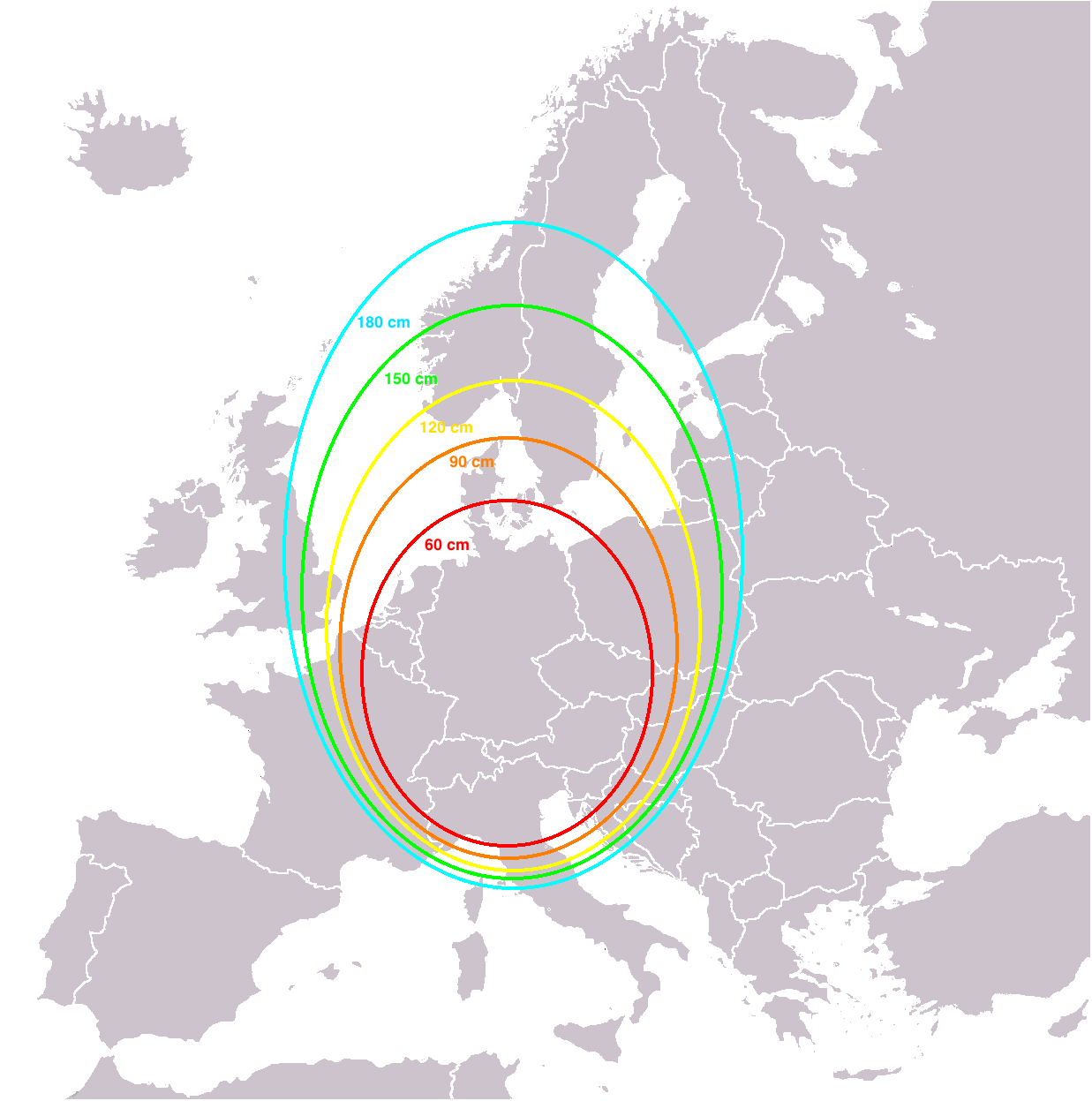
Exemple de couverture

La zone de couverture d'une chaîne de télévision correspond à la zone géographique de réception possible, en fonction du gain de l'antenne installée.

## Couverture satellitaire
La zone de couverture de l'émission d'un satellite correspond à la surface terrestre éclairée par un satellite. Cette zone au sol est matérialisée par des courbes d'intensité d'égale puissance, ou iso-PIRE, exprimée en dBW. Cette formule de présentation rapide et claire permet facilement de dimensionner la performance d'une antenne satellite, ou facteur de qualité (G/T) exprimé en dB/K.
Plus la PIRE est faible plus la parabole doit avoir un gain (donc un diamètre) important, le facteur de bruit de la tête universelle (dite LNB) intervenant, mais relativement peu.
- PIRE = EIRP = puissance isotropique rayonnée équivalente = angl. Effective-Isotropic-Radiated-Power

C'est la valeur relative à la puissance de l'émission d'un satellite reçue dans sa zone de couverture (puissance effective émise par un satellite). Elle est exprimée en dBW (décibels par rapport à 1 watt) et indiquée sur des cartes de zone de couverture.
- PIRE = G×P = 10(g/10)×P

G: Facteur de gain d'antenne
g: Gain [dBi]
P: Puissance d'émission [W]
Pour la détermination de la taille (diamètre) de la parabole, on se base sur la relation basique universelle suivante, sachant que la fréquence vaut 12,75 GHz et que le facteur de bruit standard est de 0,3 dB : PIRE 50 dBW = 60 cm, soit G = 36,5 dBi (environ).
Ensuite, au fur et à mesure que l'on s'éloigne du faisceau comportant un contour central à 50 dBw, en perdant 1 dBw, on rajoute 12,25 % au diamètre précédent, pour (re)gagner 1 dB, ainsi de suite...
On remarque encore que chaque fois que le niveau de signal (PIRE) perd 6 dB, le diamètre théorique de la parabole doit être doublé, donc à 44 dBW = 1,2 m.
Cette formule de présentation basique (validée par Eutelsat et la SES, Astra pour la TV numérique -DVB-S- à paramètres moyens, particulièrement avec un FEC standard, 3/4) tient compte des dégradations ponctuelles produites par les hydrométéores (pluie/neige) normalisées.Dans les bilans de liaisons on tient aussi compte des dégradations 0.7 dB supplémentaires dans la polarisation Horizontale par rapport à la polarisation Verticale pour la détermination de la marge-pluie.
La norme ou l'usage prévoient que la liaison ne doit pas être affectée par une coupure de service (mosaïque puis écran noir) durant plus de 0,5 % du temps d'une année à climatologie moyenne, au maximum quelques heures totalisées par an (< 50 h) sachant qu'une année comporte 8 760 heures. Il est entendu que les régions réputées à pluies d'orage seront plus souvent concernées.Il est évident que pour un même antenne, point de réception et faisceau satellite, les transpondeurs au FEC 2/3 sont moins rapidement affectés que les transpondeurs au FEC 7/8, donc les tableaux qui suivent sont indicatifs car la différence de marge peut attendre, entre ces deux valeurs extrêmes, les 2.5 dB C/N, notamment sur le satellite Eutelsat 5 WA (Fransat)
En outre, les transmissions DVB-S2 (surtout pour la HD)  requièrent un signal de l'ordre de 1 à 2 dB C/N supérieur au standard DVB-S pour conserver la même marge-pluie, aussi connue sous réserve de signal par ciel clair.
La référence ne retient pas, car plus discrète, de l'influence de l'élévation de l'antenne sur le facteur de qualité de l'antenne (Gain/température).
Avec les récents convertisseurs (LNB) à très faible facteur de bruit, affichant 0,2 à 0,3 dB, on obtient environ : 50 dBW = G/T 17 dB/K pour une 60 cm à 72 % de rendement. Pour un angle de 25° et une élévation moyenne de 35° à une température ambiante standardisée de 25 °C, ce dimensionnement permet d'avoir une réception pendant 99,5 % du temps dans la zone considérée.
Il est clair qu'un convertisseur exposé au Soleil donc à une température de 60 voire 70 °C, va fournir un rendement utile inférieur à une même tête SHF dans une ambiance à -15 °C.    
NB : références de taille normalisée qui correspond toujours à la dimension maximale du réflecteur mesurée horizontalement. Une antenne offset dite de 60 cm  équivaut donc à du L60 x H66 cm. Si le réflecteur mesuré dans le sens de la hauteur, fait 60 cm, l'antenne est une 55 avec surtout près de 1 dB de gain en moins...
Ainsi le diamètre (arrondi) de parabole normalisé évolue, pour une PIRE nominale et pour conserver un niveau (résultat)  sensiblement constant, pour un rendement « % » supposé, également constant, comme suit :
- 50 dBW : 0,60 m
- 49 dBW : 0,65 m
- 48 dBW : 0,75 m
- 47 dBW : 0,85 m
- 46 dBW : 0,95 m
- 45 dBW : 1,05 m
- 44 dBW : 1,20 m
- 43 dBW : 1,35 m
- 42 dBW : 1,50 m
- 41 dBW : 1,70 m
- 40 dBW : 1,90 m
- 39 dBW : 2,15 m
- 38 dBW : 2,40 m
- 37 dBW : 2,70 m
- 36 dBW : 3 m

Jusqu'à 1,80 m de diamètre les paraboles à foyer décalé (ou offset) peuvent apporter un rendement de l'ordre de 72 %, au-delà de ce diamètre, illuminé depuis un foyer centré, il chute à 55 ou 65 %, soit -1 dB, environ
Pour donner une idée plus réaliste sur l'emploi les antennes paraboliques associées(F = 12.75 GHz) avec un convertisseur à la meilleure température de bruit, on observe, sur le terrain, que les performances de l'unité extérieure doivent approcher en fait ces valeurs :
- 50 dBW : 17 dB/K
- 48 dBW : 19 dB/K
- 46 dBW : 21 dB/K
- 44 dBW : 23 dB/K
- 42 dBW : 25 dB/K
- 40 dBW : 27 dB/K (ex: ~ 1,80 m 46dB à 12,75 ;GHz/0,3 dB)

Quant aux antennes plates, leur gain (@ 12.75 GHz) dépend du nombre d'éléments couplés dans une surface rectangulaire Lxl×P (P intervenant, mais peu, de 6 à 8 cm)
- 42 x 22 cm = 30 dBi (coupures plus de 1 % du temps d'une année)
- 48 x 26 cm = 33 dBi (en limite de norme)
- 53 x 30 cm = 34,5 dBi (environ 14 dB/K).

La plus performante des antennes plates rectangulaires compactes discrètes, produit un gain équivalent à celui d'une parabole de 45/50 cm de diamètre. Le facteur de bruit du convertisseur joint à l'antenne plate (type multi-couche ou surtout multi-cornet bi-polaire) est de 0,2 à 0,4 dB (max) selon les constructeurs, ces derniers annoncent que l'utilisation de la 34,5 dBi (en DVB-S/S2) est possible dans le centre de la zone centrale de référence, 52 dBW,en fonction des éléments incidents, défavorables, FEC 7/8. Toutefois les observations sur le terrain ont mis en évidence que les antennes dites discrètes-compactes utilisées pour la réception en mode 8PSK peuvent s'avérer insuffisantes en matière de performances et cela dans les zones centrales dont la PIRE est inférieure à 55/54 dBw.
Nb: la majorité des anciens tableaux de correspondance PIRE/DIAMÈTRE disponibles sur internet sont consultables avec réserves.

## Contraintes
Outre les problèmes de réception dus aux aléas de la météo dans les plus basses couches, les satellites en orbite subissent en plus les lois de la mécanique céleste qui se traduisent par une certaine instabilité normalisée en orbite géostationnaire. Ceci affecte particulièrement leurs faisceaux étroits qui se déplacent ainsi en gré de la journée, on parle de dépointage des antennes d'émission. Ces phénomènes entraînent, surtout sur la bordure de la zone de couverture, matérialisée ou pas, des variations d'intensité de signal pouvant atteindre 10 dB entre deux moments d'une journée. On peut dire que plus les courbes iso-PIRE sont rapprochées plus les variations sont sensibles.
Le gain de l'antenne devra donc être adapté en fonction de la « PIRE pratique », donc ponctuellement la plus défavorable, sans oublier la marge de sécurité avant dysfonctionnement. L'usage d'une tête plus performante (0,3 dB) ne permet de compenser que les baisses de signal très limitées.
L'usage de paraboles d'un diamètre inférieur à 60 cm, même dans les zones plus fortement éclairées > 51 dBW, est déconseillé par les opérateurs satellite, puisque l'angle d'ouverture des antennes peut ne plus discriminer les signaux (à fréquence et polarisation identiques) produits par des satellites adjacents, à 3° d'écart. Cette recommandation n'est pas suivie dans la pratique, car les industriels proposent quand même des paraboles de 35, 40 ou 45 cm...
Par convention et pour simplifier on dit qu'une zone de couverture satellitaire couvre ou éclaire, 100 % d'un territoire national, mais il subsiste en général de très rares zones d'ombres naturelles qui représentent en tout état de cause un pourcentage marginal par rapport à l'étendue d'un pays comme la France, 555 000 km2. Au Danemark, aux Pays-Bas, en Belgique etc., les zones d'ombres naturelles sont quasiment inexistantes, alors qu'en Suisse elles sont plus présentes. Ces zones non-éclairées naturelles sont surtout possibles dans les gorges et vallées profondes, sur les flancs abruptes côté Nord, des montagnes jeunes (Alpes, Pyrénées) et dès que l'angle des pentes des montagnes est supérieur à l'angle d'élévation local, vers le satellite, autour de 34°, mais par exemple, via Atlantic Bird 3, les pentes peuvent atteindre 41° dans les Pyrénées avant occultation.
Pour AB3 et toute la France sa zone réelle d'éclairage est de 99 %, elle est proche de 98 % pour Astra (Canal +)
Les zones d'ombres naturelles satellitaires correspondent en général à des zones peu peuplées voire majoritairement inhabitées. Le potentiel de 100 % de foyers (ou personnes)  est donc quasiment atteint (99,9 %). Sachant que le nombre de ménages avec téléviseurs (déclarés) en France est d'environ 24,5 millions.
Les zones d'ombres artificielles dues à une construction verticale importante, plutôt haute et proche d'un lieu de réception, sont connues, mais aucun document national n'évoque le sujet, car il s'agit d'un phénomène encore plus localisé, exemple : la Tour Montparnasse.
Les arbres, particulièrement en été, une maison, un mur, etc. peuvent aussi gêner une réception, mais on ne peut comptabiliser ces cas, même fréquents, dans la détermination de l'importance d'une zone de couverture satellitaire.
La réception de la TV satellitaire, par les 3 satellites les plus utilisés, Atlantic Bird 3, Hot-Bird, Astra semblerait intéresser 25 % (environ) de la valeur du potentiel précité, la majorité des usagers, 45 %, ayant choisi la réception terrestre « râteau » classique, (rurbains et campagne « plate ») le reste, les citadins, se sont abonnés au câble (15 %) ou à la TV par ADSL (prise téléphonique pour 15 %).

## Couverture terrestre
La zone de couverture en terrestre, (TNT), est la surface vue par les antennes d'émission au sommet d'une tour de télédiffusion (voir émetteur de télévision) en fonction de la géomorphologie, en tenant compte du particularisme du point de réception, hauteur des antennes au-dessus du sol. Les obstacles locaux créent des zones d'ombres hertziennes. Les échos (plusieurs images décalées), les brouillages, les interférences et les signaux de qualité insuffisante, dus à une exploitation dans un champ trop faible, obstacle ou diagramme d'émission d'antenne défavorable, malgré l'utilisation d'une antenne performante, sont comptabilisés dans les zones d'ombre VHF-UHF.
Le niveau minimum conseillé en sortie dipôle évolue autour de 30 dBµV ou ~ 20 dB C/N (cas du spectre propre...) en TNT contre > 40 dBµV en analogie.  
En TNT on s'exprime rarement en termes de taux afférent à une zone de couverture, mais en taux d'usagers ou foyers pouvant être desservis par la technologie TNT c’est-à-dire la TV numérique par réseau hertzien terrestre, n'englobant pas la TV par la technologie via la ligne téléphonique (flux ou streaming DSL) et le câble. Pour ces 2 vecteurs, on parle d'abonnés, donc de services payants. En France, ils sont quelques millions à avoir choisi ce type de réception qui se caractérise principalement par l'absence d'antennes personnelles.
Ainsi, la TNT aura, à terme, un taux d'initialisés de 85 % (pour une population de 62 millions de personnes) mais un taux de couverture de zone de l'ordre de 75 %, puisque les émetteurs de télévision sont implantés prioritairement (voire uniquement) dans les zones urbanisées à fort densité de population.
Le meilleur taux d'initialisés est celui obtenu depuis le réseau VHF I et III alloué à C +, puisqu'il serait proche de 95 % des téléspectateurs, donc s'approchant du rendement satellite. En UHF, le rendement baisse sensiblement, moyenne 90 %, puisque les signaux s'approchent de plus en plus d'un rayon optique, c’est-à-dire que le point de réception (antenne) doit souvent "voir" l'émetteur.